# Террасса-Падована
Террасса-Падована (итал. Terrassa Padovana) — коммуна в Италии, располагается в провинции Падуя области Венеция.
Население составляет 2127 человек, плотность населения составляет 152 чел./км². Занимает площадь 14 км². Почтовый индекс — 35020. Телефонный код — 049.
Покровительницей коммуны почитается Пресвятая Богородица (Madonna della Misericordia), празднование 8 сентября.
В коммуне имеются 
- храм святого апостола Фомы (Террасса-Падована)[итал.]
- санктуарий Пресвятой Богородицы Милосердной[итал.]